# كهف حرس مارتن 1 و2
كهف حرس مارتن 1 و2 (بالإنجليزية: Martin's Guard Cave 1 & 2)‏ هو كهف يقع ضمن أقاليم ما وراء البحار البريطانية في منطقة جبل طارق التابعة للتاج البريطاني.